# Mihal Brezis
Mihal Brezis ist eine israelische Filmemacherin von überwiegend Kurzfilmen, die bei der Oscarverleihung 2015 zusammen mit Oded Binnun für den Oscar in der Kategorie Bester Kurzfilm für ihre Arbeit bei Aya nominiert war. Brezis studierte am Sam Spiegel Film Institute in Jerusalem. Neben ihrem Filmschaffen führt sie Regie bei Musikvideos und Werbespots. Derzeit arbeitet sie zusammen mit Binnun an ihrem Langfilmdebüt, das mit Mitteln des Israel Film Fund finanziert wird.

## Filmographie
- 2003: Sabbath Entertainment (Oneg Shabat, Kurzfilm, Regisseurin und Drehbuchautorin)
- 2005: Tuesday’s Women (Hanashim Shel Yom Slishi, Kurzfilm, Regisseurin, Kamerafrau und Editorin)
- 2009: Lost Paradise (Kurzfilm, Regisseurin und Editorin)
- 2012: Aya (Kurzfilm, Regisseurin und Drehbuchautorin)
- 2018: Das etruskische Lächeln (The Etruscan Smile, Langfilm, Regisseurin)